# Heterotis cornifolia
Heterotis cornifolia är en tvåhjärtbladig växtart som beskrevs av George Bentham. Heterotis cornifolia ingår i släktet Heterotis och familjen Melastomataceae. Inga underarter finns listade i Catalogue of Life.